# Bremangerlandet
Bremangerlandet je ostrov v Norsku. Nachází se na území obce Bremanger při ústí Nordfjordenu. S rozlohou 153 km² je šestým největším ostrovem kraje Vestland a devětadvacátým největším v pevninském Norsku. Žije na něm 1200 obyvatel, převážně ve vesnicích Bremanger a Berle, která je známá moderním kostelem od architekta Alfa Apelsetha. Průměrná nadmořská výška ostrova činí 120 m, nejvyšší horou je Svartevassegga (889 m n. m.) Na východním pobřeží Bremangerlandetu se nachází jeden z nejvyšších pobřežních útesů v Evropě Hornelen, převyšující mořskou hladinu až o 860 metrů. Ve vnitrozemí ostrova leží jezero Dalevatnet. Významnou turistickou atrakcí je záliv Vetvika s písečnou pláží. Se sousedním ostrovem Rugsundøya je Bremangerlandet spojen silničním tunelem Skatestraumtunnelen, který je dlouhý 1901 m a byl otevřen v roce 2002. V roce 2017 norská vláda rozhodla, že na ostrově bude vybudována větrná elektrárna.